# Pitoni
Pitoni (Pythonidae) su porodica zmija iz infrareda Henophidia. Ponekad ih se izdvaja u zasebnu porodicu. Isto tako, pitonima se često nazivaju i predstavnici roda pravih pitona (Python).

## Rodovi
Potporodica Pythoninae se dijeli na 8 rodova 
- Aspidites
- Antaresia
- Apodora
- Bothrochilus
- Leiopython
- Liasis
- Morelia
- Pravi pitoni (Python)

i ukupno 33 vrsta.
Rodovi Morelia i Python imaju najveći broj vrsta, dok su rodovi Apodora, Bothrochilus i Leopython monotipični.

## Osobine
Pitoni su dio porodice kržljonoški. Osobine navedene u članku o njima odnose se i na pitone. Pitoni su životinje koje ubijaju davljenjem,a ne otrovom.

## Rasprostranjenost
Zmije iz roda Python, pravih pitona, nastanjuju stari svijet, no prije svega Afriku,  južnu i jugoistočnu Aziju. Zmije iz drugih rodova potporodice Pythoninae nastanjuju i Australiju. U zadnje vrijeme pitoni kao bioinvazori osvajaju dijelove Novog svijeta (Florida). Europu u prirodi pitoni ne nastanjuju.

## Razmnožavanje
Pitoni su oviparni. Ženke legu od 15 pa do i više od 100 jaja, a oblik je od vrste do vrste različit. Za razliku od većine drugih reptila koji legu jaja, ženke pitona provode poseban oblik brige o leglu. Kako bi zaštitile svoja jaja, omotaju se oko legla, štiteći ih na taj način dva do tri mjeseca, dok se mladi ne izvale iz jaja. Jedna ili možda i više vrsta mogu regulirati temperaturu unutar legla povisujući vlastitu temperaturu treperenjem mišića, ili ju snižavaju labaveći omatanje oko jaja i puštajući zrak u leglo.

## Veličina
Iako se porodica u koju spadaju pitoni u nekim jezicima čak naziva "divovske zmije", nisu sve vrste ove potporodice doista velike. Jedna vrsta iz roda Antaresia (vrsta A. perthensis) naraste jedva do 70 centimetara. Ali su zato u rodu pravih pitona (Python) najveće zmije na svijetu, koje mogu doseći duljinu blizu 10 metara.

## Vanjske poveznice

### Ostali projekti
|  | Wikivrste imaju podatke o taksonu Pythoninae |